# Sayida Ounissi
Sayida Ounissi ou Saida Ounissi (arabe : سيدة الونيسي) née le 3 février 1987 à Tunis, est une femme politique tunisienne membre du parti islamiste Ennahdha.
Après la révolution de 2011, elle est élue députée à l'Assemblée des représentants du peuple à l'occasion des élections du 26 octobre 2014 comme représentante de son parti dans la première circonscription de France.
Elle fait ensuite son entrée au gouvernement, d'abord comme secrétaire d'État à la Formation professionnelle chargée de l'Initiative privée puis comme ministre de l'Emploi et de la Formation professionnelle.

## Biographie
Née en 1987, elle quitte son pays avec sa famille et s'installe en France en 1993 pour échapper à la campagne menée par le président Zine el-Abidine Ben Ali contre les islamistes auxquels appartient à son père.
En 2005, elle décroche un baccalauréat littéraire au lycée privé Petit Val à Sucy-en-Brie, dans la banlieue de Paris. En 2008, elle obtient une bi-licence en histoire et sciences politiques de l'université Panthéon-Sorbonne puis, en 2011, un master en sciences politiques, spécialité développement économique et social, dans le même établissement. Dès lors, elle y entame la préparation d'un doctorat en sciences politiques. Entre 2012 et 2014, elle est également chercheuse à l'Institut de recherche sur le Maghreb contemporain.
Elle a également servi en tant que vice-présidente du Forum of European Muslim Youth and Student Organizations et active, en 2014, au sein d'un centre d'analyses des politiques publiques baptisé Jasmine Foundation.
Membre du parti islamiste Ennahdha et tête de liste dans la première circonscription de France à l'occasion des élections législatives de 2014, elle est élue députée à l'Assemblée des représentants du peuple. Elle y siège dans la commission des finances, de la planification et du développement, la commission des martyrs et blessés de la révolution, de l’application de la loi de l’amnistie générale et de la justice transitionnelle et la commission spécialisée dans l'examen et le tri des dossiers de candidature à l'Instance supérieure indépendante pour les élections.
Le 20 août 2016, elle est nommée au poste de secrétaire d'État à la Formation professionnelle chargée de l'Initiative privée dans le gouvernement de Youssef Chahed, auprès du ministre Imed Hammami. Le 5 novembre 2018, elle est désignée ministre de l'Emploi et de la Formation professionnelle, entrant en fonction le 14 novembre suivant.
En 2019, elle est réélue à l'Assemblée des représentants du peuple pour un nouveau mandat. Elle est élue présidente de la commission d’enquête sur l'accident d'Aïn Snoussi.

## Distinctions
- 2015 : Prix de la Démocratie du National Democratic Institute for International Affairs (partagé avec trois autres lauréats)[10]
- 2018 : Politician of the Year Award de la One Young World (partagé avec quatre autres lauréats)[11]